# Bundesamt für Zivilschutz (Deutschland)

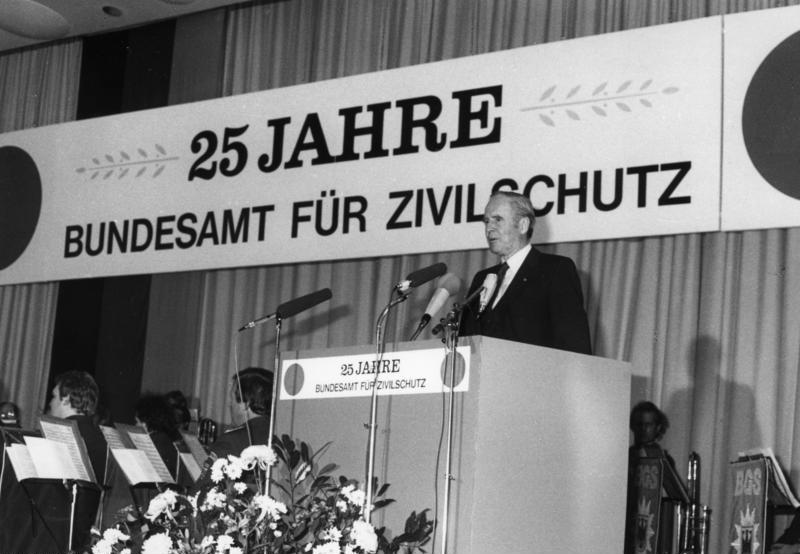
Bundespräsident Karl Carstens auf der Veranstaltung „25 Jahre Bundesamt für Zivilschutz“, 1983

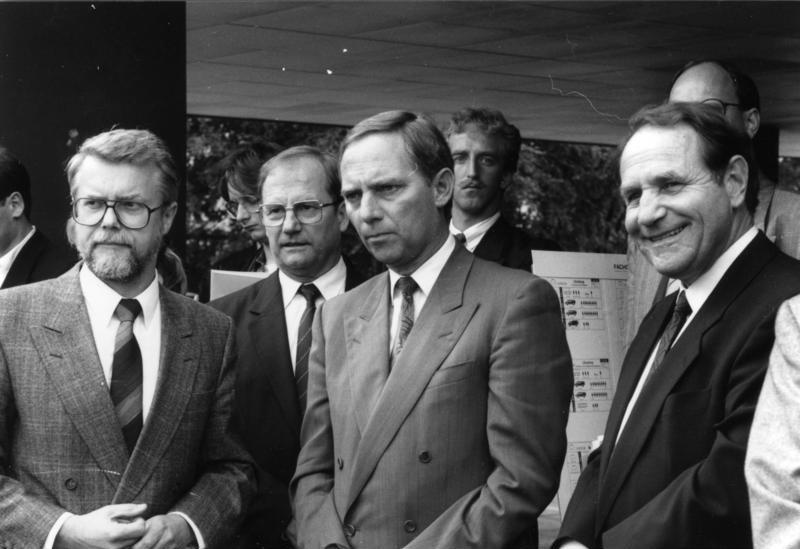
Innenminister Wolfgang Schäuble (Mitte) zu Besuch im BZS. Daneben der damalige Amtsleiter Hans Georg Dusch (rechts), 1989.

Das Bundesamt für Zivilschutz (BZS) war die bis 2000 bestehende Vorläuferbehörde des 2004 gegründeten Bundesamts für Bevölkerungsschutz und Katastrophenhilfe (BBK).
Das BZS entstand im Jahr 1973 mit Sitz in Bonn-Bad Godesberg durch Umbenennung aus dem Bundesamt für zivilen Bevölkerungsschutz (BzB), das seinerseits 1957 aus der 1952 gebildeten Unterabteilung Luftschutz im Bundesministerium des Innern entstanden war. Das BzB war die erste deutsche Bundesoberbehörde für den Zivil- bzw. Bevölkerungsschutz. 1997 übernahm das BZS die Aufgaben des Bundesverbandes für den Selbstschutz.
Aufgrund von Sparmaßnahmen wurde das BZS zum 1. Januar 2001 als Zentralstelle für Zivilschutz (ZfZ) in das Bundesverwaltungsamt eingegliedert.
Insbesondere die Terroranschläge am 11. September 2001, aber auch die mangelnde Koordinierung beim Oderhochwasser 1997 und dem Elbehochwasser 2002 machten es erforderlich, den Zivilschutz in der Bundesrepublik zu stärken und zielgerichteter zu koordinieren. Daher wurde die ZfZ im Jahr 2004 wieder aufgelöst und eine neue Bundesoberbehörde mit dem Namen Bundesamt für Bevölkerungsschutz und Katastrophenhilfe (BBK) geschaffen.
Dem BZS waren bis zum Jahr 1994 das Technische Hilfswerk (THW) und bis zur Auflösung des BZS der Regierungsbunker (ehemaliger Ausweichsitz der Verfassungsorgane des Bundes) und die Zivilschutzschule des Bundes und die Akademie für Notfallplanung und zivile Verteidigung (AKNZ) angegliedert. 
Außerdem waren dem BZS zehn Warnämter unterstellt, die u. a. für das Ortsdosisleistungs-Messnetz mit über 2100 Sonden zur Messung der Radioaktivität in der Umwelt zuständig waren. Das Messnetz wurde zum 1. Juli 1997 vom Bundesamt für Strahlenschutz übernommen.
Aufgrund des Viermächteabkommens über Berlin durfte das BZS während der deutschen Teilung nicht in West-Berlin tätig werden. Daher wurde dort eine eigenständige landesrechtliche Gesellschaft für Zivilschutz (GZS) gegründet.
Der erste Präsident des Bundesamtes für zivilen Bevölkerungsschutz war Rudolf Schmidt. Danach folgten Paul Wilhelm Kolb, Hans Georg Dusch und ab dem Jahr 1996 Helmut Schuch.